# المرقعة (الجوف)
المرقعه هي إحدى قرى الجمهورية اليمنية. تتبع جغرافيا لمحافظة الجوف وإداريًا لمديرية الحزم. يبلغ تعداد سكانها 1603 نسمة حسب الإحصاء الذي أجري عام 2004.